# بيت العسري (كشر)

تعديل مصدري - تعديل

بيت العسري هي إحدى قرى عزلة خميس اليزيدي بمديرية كشر التابعة لمحافظة حجة، بلغ تعداد سكانها 96 نسمة حسب تعداد اليمن لعام 2004.